# Shenik, Armavir
Shenik là một đô thị thuộc tỉnh Armavir, Armenia. Dân số ước tính năm 2011 là 1063 người.